# I.Ae. 32 Chingolo
El I.Ae. 32 "Chingolo" fue un avión argentino  de entrenamiento, turismo y acrobacia a doble comando, construido en madera, metal y tela. 
Era un monomotor biplaza en tándem diseñado por el ingeniero Ernesto Vicente del Instituto Aerotécnico, y producido en el año 1949. Se trataba de un avión de mayor tamaño que el I.Ae. 31 Colibrí, con el cual compartía muchas similitudes técnicas, entre ellas su ala cantilever y el tren de aterrizaje fijo convencional.
Su estructura principal era de tubos de aluminio cubierto por maderas de terciado aeronáutico entelado y endopado, y su motor carenado en chapa de duraluminio.
Se construyó sólo un ejemplar en el taller Mario Vicente construcciones Aeronáuticas SRL, en la Provincia de Córdoba (Argentina), siendo impulsado con un motor Cirrus Major 3 de 155 caballos de fuerza, que lo llevaban a unos 230 km/h con una autonomía de 1 hora 40 minutos, con un techo de 5.180 metros.
Sus características de vuelo eran buenas y adecuadas para un avión turismo de gran potencia para la época, si bien estaba limitado por el gran consumo por el cual era recordada su planta motriz (de hasta 50 litros por hora).
Su envergadura era de 10,70 metros, 2.10 metros de alto,16.50 metros cuadrados de superficie alar y 8,12 metros de longitud. El peso en vacío era de 750 kilogramos, 231 kilogramos de carga útil, lo que hace un total de 981 kilogramos.
Capacidad: Piloto y alumno o acompañante en una cabina cerrada abatible hacia estribor.